# Vielbinden-Korallenotter
Die Vielbinden-Korallenotter (Micrurus multifasciatus), im Englischen häufig als Many-banded Coral Snake bezeichnet, ist eine Schlangenart der Gattung Micrurus innerhalb der Familie der Giftnattern (Elapidae).

## Merkmale
Micrurus multifasciatus erreicht eine maximale Gesamtlänge von etwa 1,20 Meter, bleibt zumeist jedoch kleiner. Sie weist einen schlanken, zylindrischen Körperbau und sehr kurzen Schwanz auf. Der rundliche Kopf setzt sich wenig vom Hals ab und besitzt eine abgerundete Schnauze sowie kleine Augen mit runder, schwarzer Pupille.
Die Art weist eine zweifarbige Körperzeichnung auf, wobei 40 bis 73 klar gegeneinander abgegrenzte, abwechselnd schwarze und orange Ringe den Kopf, Körper und Schwanz umgeben. Die Schnauze ist schwarz, über dem Hinterkopf liegt ein orangefarbenes Band. Die Grenze am Übergang zwischen dem Schwarz der Schnauze und dem Orange des Hinterkopfes ist mehr oder weniger gerade. Es existieren auch Individuen, bei denen die hellen Ringe nicht orange, sondern rötlich, pink oder weiß gefärbt sind. Bei schwarz-weißen Exemplaren sind die Ringe an Kopf und Schwanz häufig leicht orange. Noch seltener sind rein schwarz-weiße Tiere.
Dorsal zeigen sich 15 Reihen glatter Körperschuppen (Scutum dorsale). Kopfoberseits sind 9 vergrößerte, symmetrische Kopfschilde vorhanden. Unterseits lassen sich 235 bis 311 Ventralschilde und 24 bis 38 paarige Subcaudalschilde sowie ein geteiltes Scutum anale feststellen.
Als Giftnatter verfügt Micrurus multifasciatus über einen Giftapparat aus modifizierten Speicheldrüsen, die das Giftsekret produzieren und mit Giftzähnen in Verbindung stehen. Diese sind feststehende, leicht verlängerte Fangzähne im vorderen Oberkiefer (proteroglyphe Zahnstellung) mit einem geschlossenen Giftkanal zur Verabreichung des Giftsekrets.

## Lebensweise
Micrurus multifasciatus führt eine weitestgehend verborgene und bodenbewohnende sowie teils grabende Lebensweise. Sie ist insbesondere zur Dämmerung, aber auch in der Nacht aktiv und geht in der Laubstreu des Waldbodens auf Beutesuche. Zum Beutespektrum der Art zählen in erster Linie bodenbewohnende Schlangenarten. Die Beute wird durch einen Giftbiss immobilisiert. Die Fortpflanzung erfolgt eierlegend (Oviparie). Bei Bedrohung bewegt und streckt Micrurus multifasciatus den Schwanz aufwärts, was vermutlich die Aufmerksamkeit von Fressfeinden vom Kopf ablenken soll. Beim Hantieren neigt sie dazu, rasch zuzubeißen.

## Verbreitung
Das Verbreitungsgebiet von Micrurus multifasciatus erstreckt sich über Teile von Nicaragua, das nördliche und östliche Costa Rica sowie das nördliche und zentrale Panama. The Reptile Database gibt als Verbreitungsgebiete der Unterarten Panama (pazifisches Tiefland) für M. m. multifasciatus sowie die atlantisch bzw. karibisch gelegenen Gebiete Nicaraguas, Costa Ricas und Panamas für M. m. hertwigi an. Kolumbien, einschließlich des Departamento Valle del Cauca, wird je nach Quelle ebenfalls als Verbreitungsgebiet aufgeführt, jedoch bezieht sich dieses Areal auf Micrurus mipartitus, einer Art, die von einigen Autoren als Micrurus multifasciatus betrachtet wird.
Micrurus multifasciatus besiedelt schattige Areale in feuchten und trockenen Wäldern des Tieflandes sowie Feucht- und Regenwälder der Vorgebirge in Höhen bis etwa 1200 Meter über dem Meeresspiegel.
Aufgrund des großen Verbreitungsgebiets, der relativ großen Häufigkeit und des Fehlens größerer Bedrohungen wird Micrurus multifasciatus als wenig gefährdet eingestuft.

## Systematik
Die Erstbeschreibung von Micrurus multifasciatus erfolgte durch den österreichischen Zoologen Georg Jan im Jahr 1858 unter der Bezeichnung Elaps multifasciatus. The Reptile Database führt aktuell (2022) zwei Unterarten:

- Micrurus multifasciatus hertwigi (Werner 1896) Syn.: Elaps hertwigi Werner 1897
- Micrurus multifasciatus multifasciatus (Jan 1858)

Einige Autoren betrachten Micrurus mipartitus und Micrurus multifasciatus als dieselbe Art.

Der Holotypus von Micrurus multifasciatus multifasciatus, vermutlich ein Weibchen unbekannter Herkunft aus Zentralamerika, wurde im Museum Milan aufbewahrt und ging im Zuge des Zweiten Weltkrieges verloren. Die exakte Typuslokalität von Micrurus multifasciatus hertwigi ist ebenfalls unbekannt, der Holotypus ist unter ZSM 2268/0 katalogisiert (Zoologische Staatssammlung München).
Das Epitheton „multifasciatus“ kann mit „vielgebändert“ übersetzt werden. Die Bezeichnung der Unterart M. m. hertwigi ehrt den deutschen Biologen Wilhelm A. O. Hertwig.

## Schlangengift
Das Giftsekret von Micrurus multifasciatus enthält als pharmakologisch wirksame Bestandteile postsynaptische Neurotoxine mit curareartigen Effekten und muskelschädigende Bestandteile (Myotoxine). Nach einem Giftbiss beim Menschen treten nur geringfügig lokale Beschwerden an der Bissstelle auf. Für Elapiden eher untypisch, kann es nach einem Biss jedoch zu stärkeren Schmerzen an der Bissstelle kommen. Im weiteren Verlauf kann es zur Ausprägung von peripheren Lähmungserscheinungen (Paralyse) kommen, die bis zum Tod durch Lähmung der Brust- bzw. Atemmuskulatur führen können. Da systemische, lähmende Effekte im Vordergrund der Giftwirkung stehen, kann die Anlage eines Kompressionsverbandes als Erste-Hilfe-Maßnahme angewandt werden, um die Ausbreitung der Toxine im Körper zu verlangsamen. Essentiell ist jedoch eine schnellstmögliche notärztliche Versorgung, da unter Umständen künstliche Beatmung und die Applikation mehrerer Dosen Antivenin notwendig werden können. Aufgrund der verborgenen Lebensweise kommt es nur selten zu Bissunfällen mit Korallenottern, die epidemiologische Bedeutung ist gering.